# Keith Amos
Keith Amos (sinh ngày 13 tháng 1 năm 1932) là một cựu cầu thủ bóng đá người Anh thi đấu ở Football League cho Aldershot.